# 巴哈伊学习小组
学习小组是巴哈伊信仰用来指称一类特殊的学习巴哈伊教义的聚会的名称，旨在「促进人类的福祉」。
目前最常用的学习小组课程是哥伦比亚儒禧研习中心的「儒禧课程」（Ruhi Class）。目前英文课程一共有9册，已经翻译成中文的有1-7册及第8册的一个单元。学习小组不同于传统课堂的形式，使用「合作者」一词统称所有学习、讲授或应用这些课程的人。通常有一位更富经验的人作为辅导员，其他人则是学员，在辅导员的帮助下完成全部课程。但这种形式并非讲授-接受的模式，所有的合作者都负有学习的责任，在磋商中相互学习长进。
学习小组通常在参与者的家里举行，而参加学习的人一般是参加者的社交圈，如他们的家人、朋友、邻居、亲戚、同事、同学等等。但是参与者并不限于巴哈伊信徒，而且，在课程结束时也不会要求他们成为信徒。目前，每个研习课程的小组成员一般为3到5人，每次学习一般为3小时。大多数学习小组每周学习一到两次。这些小组的主要活动是学习选自巴哈伊圣作的段落。课程的内容帮助学习者把巴哈伊圣作与他们的日常生活或社会所关注的问题相联系，同时反思自己的具体态度，从而培养一些技能并加深他们对某个主题的理解。同时还包括祈祷、音乐、美术及社交活动。
目前中文8册书的书名和内容为：
| 书名     | 主要内容                                           |
| -------- | -------------------------------------------------- |
| 点亮心灯 | 理解巴哈伊圣作；生命和死亡；服务、反省、沉思和祈祷 |
| 挺身服务 | 与其他人分享信仰，分享信仰的相关主题               |
| 启迪童心 | 主持和教导巴哈伊儿童班                             |
| 显圣双璧 | 介绍巴哈伊信仰的双显圣者，巴哈欧拉和巴孛的生平     |
| 激扬朝华 | 主持和教导巴哈伊青少年赋能课程                     |
| 传扬圣道 | 传教主题的深化                                     |
| 携程共勉 | 回顾前几册书的内容以及深化                         |
| 荣耀圣约 | 巴哈欧拉的继承人阿博都巴哈，及他遗嘱中的段落       |

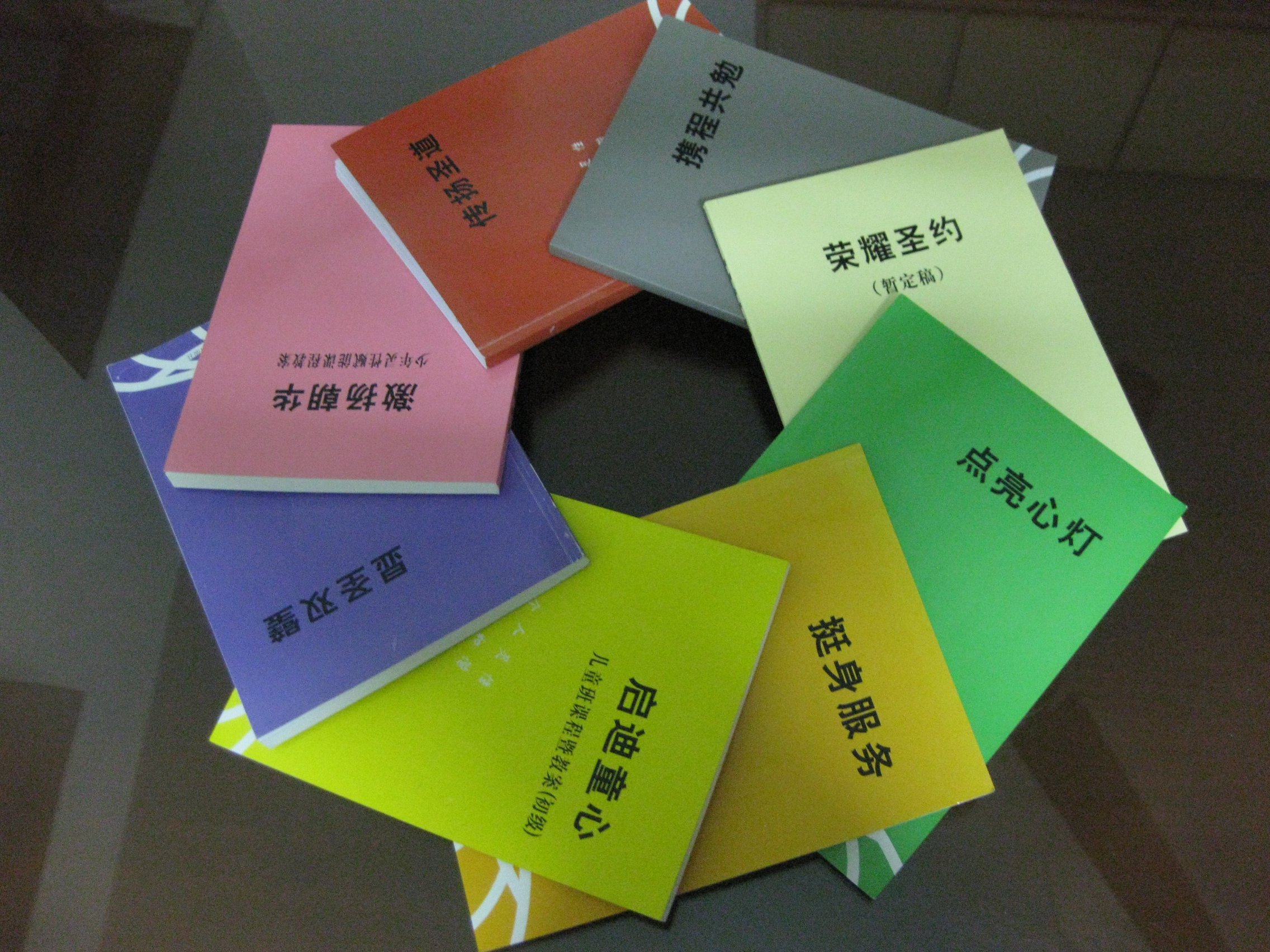
中文儒禧课程1-8册

如上所列的8册书被称为研习的「主干课程」，最终可能扩展到18册，现有的主干课程有两个分支点，分别是第三册和第五册，主题分别是教导巴哈伊儿童班和青少年班。巴哈伊儿童班和巴哈伊青少年赋能课程各自有独立的一套培训体系。主干课程和分支课程各自有不同的指向，相对独立，但互相之间相互补充和协调。

### 引用
1. 1 2  儒禧研习中心，澳门巴哈伊研习中心 (编). . 澳门: 新纪元国际出版社. 2008: 1. ISBN 9789993720607.使用说明：因为他们与本研习中心的人怀有同一个目的：运用这些课程为圣道服务，促进人类福祉。 (p. 1)
2. ↑  .   [2012-04-01]. （原始内容存档于2011-09-29） （中文（中国大陆））.
3. ↑  世界正义院2011年12月12日致各地总灵体会信